# Llista de videojocs de Wario
Aquesta és la llista de videojocs de Wario. El títol és el que rep el joc a Europa, i l'any de llançament és el del Japó.

## SèrieWario Land
| Títol                           | Any de llançament | Desenvolupat per | Plataforma               |
| ------------------------------- | ----------------- | ---------------- | ------------------------ |
| Wario Land: Super Mario Land 3  | 1994              | Nintendo R&D1    | Game Boy                 |
| Virtual Boy Wario Land          | 1995              | Nintendo         | Virtual Boy              |
| Wario Land II                   | 1998              | Nintendo         | Game Boy, Game Boy Color |
| Wario Land 3                    | 2000              | Nintendo         | Game Boy Color           |
| Wario Land 4                    | 2001              | Nintendo         | Game Boy Advance         |
| Wario World                     | 2003              | Treasure         | Nintendo GameCube        |
| Wario: Master of Disguise       | 2007              | Suzak            | Nintendo DS              |
| Wario Land: The Shake Dimension | 2008              | Good-Feel        | Wii                      |

## SèrieWarioWare
| Títol                                  | Any de llançament | Desenvolupat per                  | Plataforma                 |
| -------------------------------------- | ----------------- | --------------------------------- | -------------------------- |
| WarioWare, Inc.: Minigame Mania        | 2003              | Nintendo                          | Game Boy Advance, GameCube |
| WarioWare: Twisted! (nom nord-americà) | 2004              | Nintendo                          | Game Boy Advance           |
| WarioWare: Touched!                    | 2004              | Intelligent Systems               | Nintendo DS                |
| WarioWare: Smooth Moves                | 2006              | Intelligent Systems               | Wii                        |
| WarioWare: Snapped!                    | 2008              | Intelligent Systems               | DSiWare                    |
| WarioWare D.I.Y.                       | 2009              | Intelligent Systems               | Nintendo DS, WiiWare       |
| WarioWare Gold                         | 2018              | Nintendo EAD, Intelligent Systems | Nintendo 3DS               |
| WarioWare: Get It Together!            | 2021              | Nintendo EAD, Intelligent Systems | Nintendo Switch            |
| WarioWare: Move It!                    | 2023              | Intelligent Systems               | Nintendo Switch            |

### Spin-offs
| Títol        | Any de llançament | Desenvolupat per                  | Plataforma |
| ------------ | ----------------- | --------------------------------- | ---------- |
| Game & Wario | 2013              | Nintendo EAD, Intelligent Systems | Wii U      |

### Altres títols
| Títol                                | Any de llançament | Desenvolupat per                             | Plataforma |
| ------------------------------------ | ----------------- | -------------------------------------------- | ---------- |
| Paper Plane                          | 2008              | Nintendo SPD Group No.1                      | DSiWare    |
| Pyoro                                | 2008              | Nintendo SPD Group No.1                      | DSiWare    |
| WarioWare: Snapped!                  | 2008              | Intelligent Systems, Nintendo SPD Group No.1 | DSiWare    |
| WarioWare: Do It Yourself - Showcase | 2009              | Intelligent Systems, Nintendo SPD Group No.1 | WiiWare    |

## Altres
| Títol                             | Any de llançament | Desenvolupat per | Plataforma                                                         |
| --------------------------------- | ----------------- | ---------------- | ------------------------------------------------------------------ |
| Mario & Wario                     | 1993              | Game Freak       | Super Nintendo                                                     |
| Wario's Woods                     | 1994              | Nintendo         | Nintendo Entertainment System, Super Nintendo, Wii Virtual Console |
| Wario Blast: Featuring Bomberman! | 1994              | Hudson Soft      | Game Boy                                                           |